# Neunhäusern

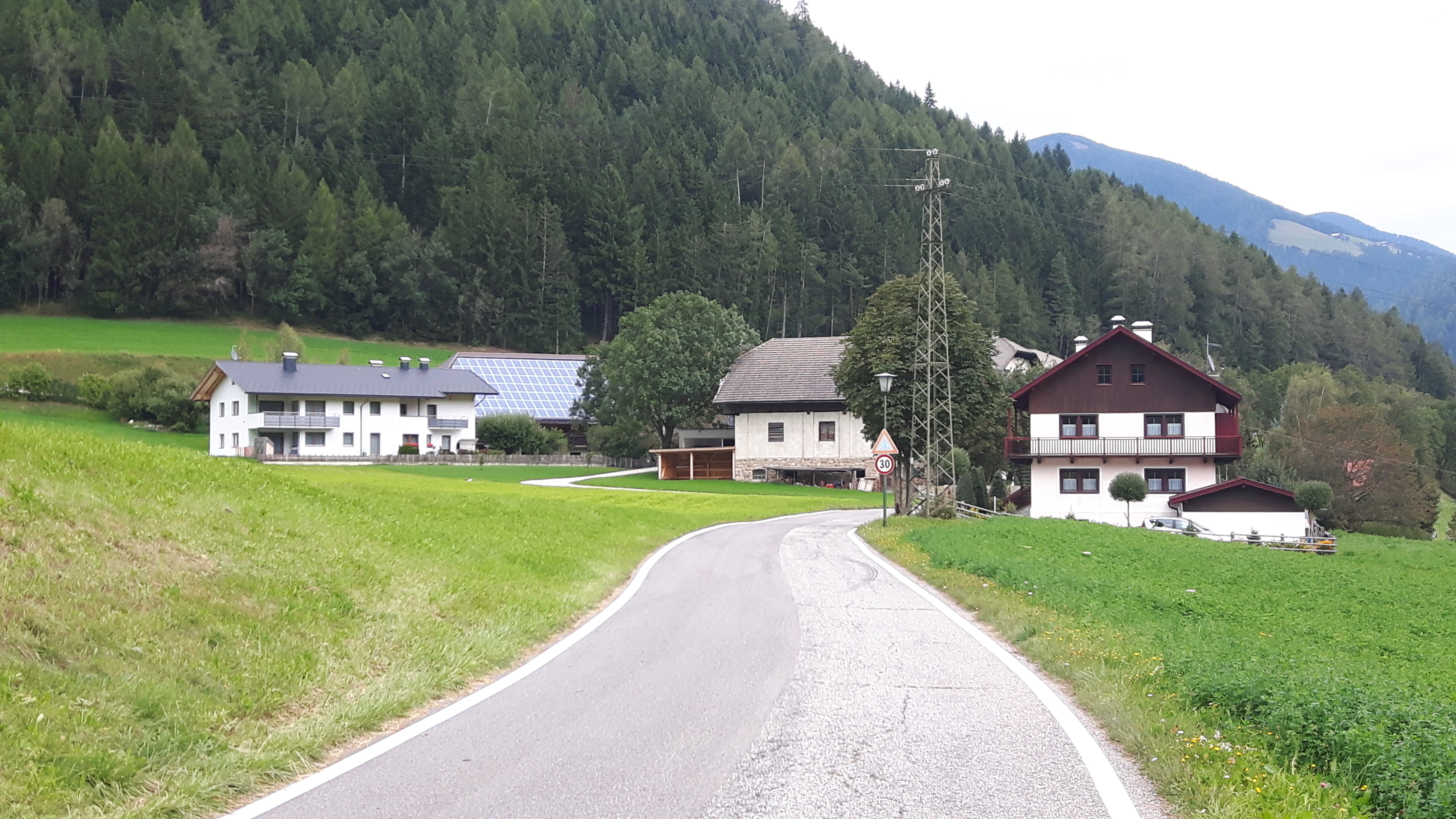
Neunhäusern von Südwesten

Neunhäusern (italienisch Nove Case) ist eine Fraktion der Gemeinde Rasen-Antholz in Südtirol (Italien) mit 119 Einwohnern (Stand: 31. Dezember 2019).

## Lage
Neunhäusern liegt auf etwa 1000 m im Pustertal. Die Pustertaler Staatsstraße passiert den Ort nördlich. Östlich von Neunhäusern mündet der Antholzer Bach in die Rienz.

## Geschichte
Neunhäusern ist ersturkundlich im Traditionsbuch des hier begüterten Augustinerchorherrenstifts Neustift in einer Aktennotiz von 1142–1155 als Neuenhusen bezeugt. In einer Urkunde der Brixner Hochstiftsarchive aus dem Jahr 1307 erscheint die Ortslage als Ny[en]haeusern. Aus dem Jahr 1433 ist die Bezeichnung zu den Newnhewseren urkundlich bezeugt. Der Ortsname selbst hat etymologisch nichts mit der Anzahl der Häuser zu tun, sondern bedeutet „neue Häuser“ (bei den Neuen Häusern → Neunhäusern). Noch bis in das 20. Jahrhundert war der Name mit Artikel „die Neunhäusern“ in Gebrauch.
Um 1840 wird Neunhäusern als Ort mit fünf Häusern und einem Wirtshaus beschrieben und gehörte damals schulisch und kirchlich zu Niederolang.
1811 kam Neunhäusern zur Gemeinde Niederrasen, die von 1850 bis 1864 zusammen mit Oberrasen die Gemeinde Rasen bildete. 1928 wurde die Katastralgemeinde Niederrasen zusammen mit Oberrasen, Antholz und Olang unter dem Faschismus zur Großgemeinde Rasen-Olang (ital. Rasun-Valdaora) zusammengeschlossen. Seit der Aufteilung dieser Großgemeinde 1955 bildet Neunhäusern eine Fraktion der Gemeinde Rasen-Antholz.